# Aniela Zdanowska
Aniela z Godlewskich Zdanowska herbu Gozdawa (ur. 17 kwietnia 1882 w Klonowie, zm. 1970) – polska ziemianka, działaczka społeczna i polityczna, propagatorka kół gospodyń wiejskich.

## Życiorys
Była córką Gabriela Godlewskiego z Bukowskiej Woli, który współorganizował Kieleckie Towarzystwo Rolnicze i w 1899 założył organizację chłopską „Jutrzenka”, a Stanisław Wyspiański zadedykował mu Wesele. Matką Anieli była Paulina Klotylda z Woźniakowskich.
Aniela Godlewska wyszła za Juliusza Zdanowskiego (1874–1937), współzałożyciela kółek rolniczych w Królestwie Polskim, gubernatora Kieleckiej Izby Rolniczej, prezesa Głównego Komitetu Ratunkowego i Krajowej Rady Gospodarczej z siedzibą w Lublinie. Zarządzali wspólnie dobrami w Śmiłowicach.
Działała na rzecz polskich szkół w zaborze rosyjskim. Angażowała się na rzecz kół gospodyń wiejskich. Przed I wojną światową założyła takie w Nowym Brzesku, Śmiłowicach, Sierosławicach, Gruszowcu i Hebdowie.
W 1927 Zdanowska wydała publikację Koła Gospodyń Wiejskich (rok później ukazało się wnowienie), w której omawiała potrzebę zakładania kół gospodyń wiejskich, informowała o procesie, podawała wzory druków, by pomóc w rejestracji nowych kół. Pełniła wówczas funkcję przewodniczącej Kół Gospodyń Centralnego Towarzystwa Rolniczego, a tę objęła w 1924. Publikowała w „Głosie do Kobiet Wiejskich”, dodatku do tygodnika „Przewodnik Kółek i Stowarzyszeń Rolniczych”, jak również w „Przodownicy”, dwutygodniku dla kobiet wiejskich, „Zorzy” oraz w „Gazetce dla Kobiet”.
W 1929 została odznaczona Złotym Krzyżem Zasługi za zasługi nad podniesieniem kultury wsi polskiej.
Była członkinią Ligi Narodowej, a w okresie międzywojennym Narodowej Organizacji Kobiet, gdzie pełniła funkcję wiceprzewodniczącej.
Po śmierci męża w 1937 wyjechała z Warszawy, w której dotąd działała, do Śmiłowic. Następnie przekazała zarząd dobrami siostrzeńcowi Gabrielowi Osuchowskiemu. Reforma rolna w 1944 pozbawiła rodziny majątku.
Zmarła bezpotomnie. Została pochowana na cmentarzu rzymskokatolickim w Miechowie.